# Viðar Halldórsson
Viðar Halldórsson (Hafnarfjörður, 23 mei 1953) is een IJslandse voormalige voetballer, die als verdediger speelde voor FH Hafnarfjörður en het IJslands voetbalelftal. Na zijn carrière keerde hij terug naar zijn oorspronkelijke ploeg FH in een administratieve rol, momenteel als voorzitter.

## Spelerscarrière

### Clubcarrière
Viðar speelde gedurende zijn hele carrière bij de club uit zijn thuisstad, FH Hafnarfjörður, waar hij zijn debuut maakte in 1970 en meer dan 400 wedstrijden speelde. Hij hielp de ploeg om drie keer te promoveren naar de Úrvalsdeild karla, waaronder twee keer een eerste plaats in het eindklassement in de 1. deild karla in 1974 en 1984.
Naast voetbal speelde hij handbal op jeugdniveau voor FH en een periode op seniorenniveau voor Stjarnan FC.

### Internationale carrière
Viðar behaalde 27 caps met het IJslands voetbalelftal, en maakte zijn internationale debuut op 16 juni 1976 in een vriendschappelijke wedstrijd tegen de Faeröer, hoewel dit niet officieel erkend wordt, aangezien de tegenstander destijds geen lid van de FIFA was. Twee maanden later verving hij Ólafur Sigurvinsson tijdens een 3-1 overwinning op Luxemburg, wat zijn eerste door de FIFA gesanctioneerde internationale match betekende.
Hij verdedigde zijn land in de WK-kwalificaties in 1978 en 1982, en in de kwalificaties voor het EK 1984, waarbij hij de zes maal de aanvoerdersband droeg. Zijn laatste optreden was in een 3-0 nederlaag tegen Ierland in 1983.

## Bestuurscarrière
Tijdens zijn spelerscarrière studeerde Viðar bedrijfskunde en boekhouding aan de Universiteit van IJsland. Hij ging de scheepvaart- en vastgoedindustrie in en bekleedde leidinggevende functies bij meerdere bedrijven.
Hij keerde terug naar FH in 1990 als vicepresident van de voetbalafdeling, en in 2008 werd hij gekozen tot voorzitter van de club. Hij is ook voorzitter van de European Club Association.

## Persoonlijk leven
Hij trouwde met Guðrún Bjarney Bjarnadóttir in 1976; hun drie zonen (Arnar, Davíð en Bjarni) werden beroepsvoetballers die tot in het IJslands nationaal elftal kwamen.

## Carrièrestatistieken

### Internationaal
| Nationale ploeg | Jaar  | Wedstrijden | Doelpunten |
| --------------- | ----- | ----------- | ---------- |
| IJsland         | 1976  | 2           | 0          |
| IJsland         | 1977  | 2           | 0          |
| IJsland         | 1978  | 0           | 0          |
| IJsland         | 1979  | 1           | 0          |
| IJsland         | 1980  | 3           | 0          |
| IJsland         | 1981  | 5           | 0          |
| IJsland         | 1982  | 8           | 0          |
| IJsland         | 1983  | 6           | 0          |
| Total           | Total | 27          | 0          |

## Prijzen

### Club
FH
- 1. deild karla: 1974, 1984

- Virtual International Authority File: 4186152139987111100007